# Cryptolestes duplicatus
Cryptolestes duplicatus là một loài bọ cánh cứng trong họ Laemophloeidae. Loài này được Waltl miêu tả khoa học năm 1834.